# Францішек Городиський
Францішек Городиський (пол. Franciszek Horodyski; 4 березня 1871, с. Товстеньке, нині Чортківського району Тернопільської області — 28 вересня 1935, Львів) — польський митець, художник, власник маєтків у Галичині.

## Життєпис
Народився 4 березня 1871 року в с. Товстеньке (Королівство Галичини і Володимирії, Австро-Угорщина, тепер Чортківського району Тернопільської області, Україна). Зем'янського походження, син Кароля (за іншими даними Корнеля) та Лєонії з Ґарнішів Городиських.
Закінчив Першу державну (домініканську) гімназію в Тернополі у 1889 році. Спочатку студіював право в Ягеллонському університеті у Кракові (1889—1891). Через 2 роки навчання у 1891 р. переїхав до Мюнхену, де перебував до 1908 р. Студіював малярство в майстернях Ф. Ленбаха та С. Ґрохольского (довший час), приятелював з Й. Розеном, Й. Брандтом, В. Чагорским. В 1908—1912 р. перебував у Відні, в 1912—1914 роках — в родинному маєтку у Трибухівцях (Бучацького повіту). Після цього короткий час перебував у Львові, потім у Закопаному (1915—1918 р.), з 1918 р. постійно мешкав у Львові. Мав короткотривалі мистецькі мандрівки Європою (Італія, Франція, Швейцарія).
З 1896 року був у складі членів засновників Шляхетського казино у Львові.
Малював в основному олійними фарбами, часом — пастеллю. Виконував портрети (близько 200), сценки, краєвиди Поділля, околиць Закопаного. Найважливіші роботи: автопортрет (1906 р.), портрети: матері, дружини, доньки; Давида Абрагамовича (знаходиться у Відні), старця (відзначений на виставці Товариства поціновувачів образотворчого мистецтва). Роботи виставляв у Мюнхені, Варшаві, Львові, Закопаному, Кракові (1917 р.).
Власник маєтку в селі Трибухівцях, один з фундаторів побудови костелу в селі (виділив «ґрунт», тобто земельну ділянку, надалі оплатив тільки добування каменю, надав 2000 корон, хоча спочатку зобов'язувася оплатити все.).
Помер 28 вересня 1935 року у Львові, похований на Личаківському цвинтарі міста, поле № 55.

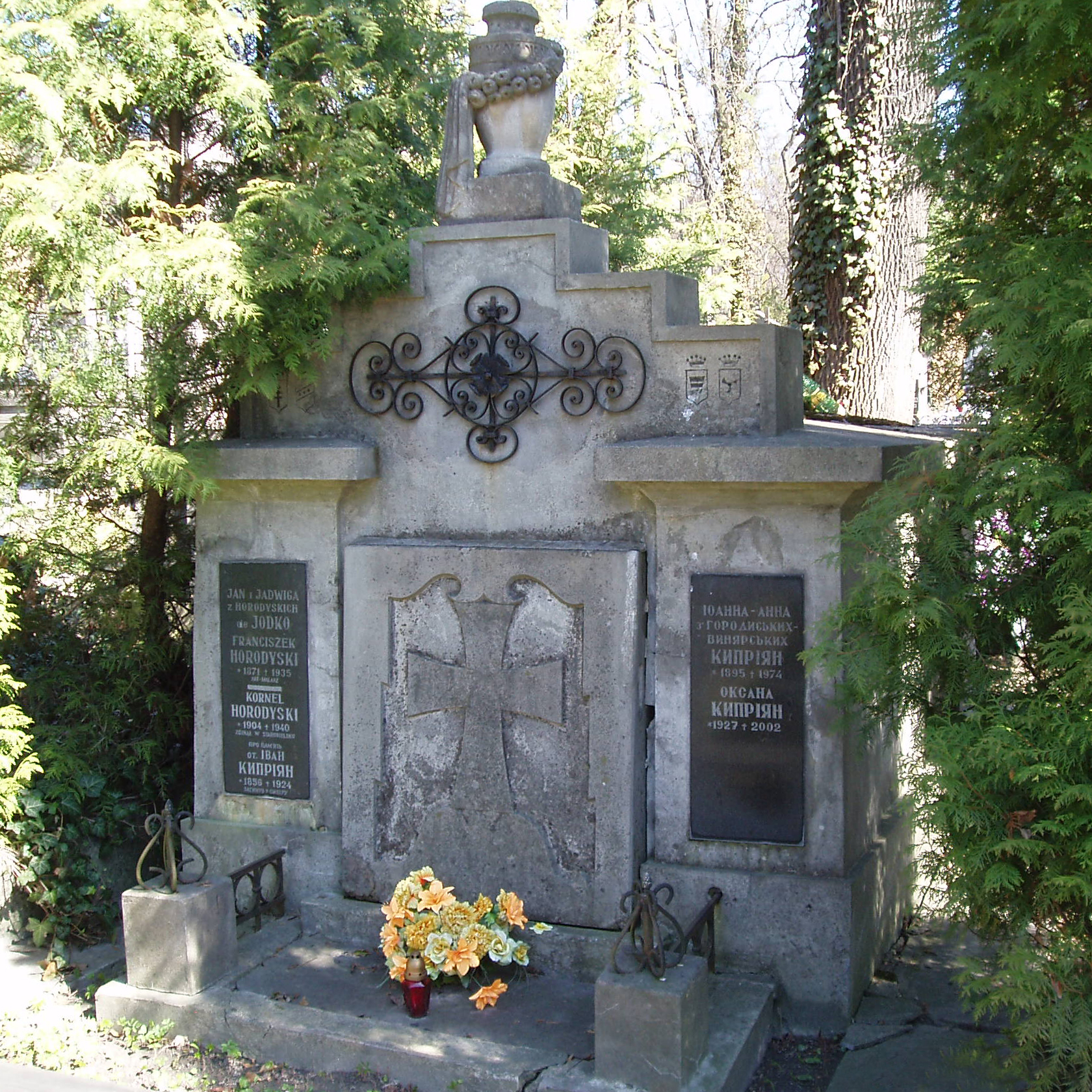
Гробівець родини Городиських і Кипріянів на Личаківському цвинтарі у Львові

### Сім'я
У 1903 р. одружився з Мартою Йодко-Наркєвіч, з якою мав дітей:
- Кароля,
- Ядвіґу — мисткиню-різьбярку.